# Autographa freya
Autographa freya är en fjärilsart som beskrevs av Embrik Strand 1917. Autographa freya ingår i släktet Autographa och familjen nattflyn. Inga underarter finns listade i Catalogue of Life.